# 吉田吉太郎
吉田 吉太郎（よしだ よしたろう / きちたろう、1900年（明治33年）9月25日 - 1968年（昭和43年）1月22日）は、大正末から昭和期の実業家、政治家。衆議院議員。

## 経歴
大阪府出身。1924年（大正13年）関西大学専門部法律科を卒業した。
大阪市役所勤務を経て、映画興業、不動産業を経営し、摂津怛産取締役社長、新大阪土地開発取締役社長、阪神土地興業取締役社長を務めた。
政界では、尼崎市会議員（1940年-1947年）、兵庫県会議員（1947年-1948年）を務めた。1946年（昭和21年）4月、第22回衆議院議員総選挙に兵庫県第1区から日本自由党所属で立候補して落選。1949年（昭和24年）1月の第24回総選挙に兵庫県第2区から民主自由党公認で出馬して当選し、衆議院議員に1期在任した。この間、尼崎市内電話番号の大阪06局への編入などに尽力した。その後、第28回総選挙まで連続4回立候補したが、いずれも落選した。また、1954年（昭和29年）の尼崎市長選挙に立候補したが薄井一哉に敗れた。